# Unión Cívica Radical Disidente
La Unión Cívica Radical Disidente es el nombre informal con que es conocido uno de los dos sectores en que se dividió el distrito de la Unión Cívica Radical (UCR) en la provincia de Santa Fe de Argentina, en 1916. El sector respondía al liderazgo de Rodolfo Lehmann, se adjudicó la representación legal de la UCR en Santa Fe bajo la sigla UCRSF y adoptó una postura independiente de la UCR nacional. La UCR Disidente venció en elecciones para gobernador de 1916 y tuvo una actuación histórica en las elecciones presidenciales de 1916 cuando definió la elección del primer presidente argentino votado por voto secreto y obligatorio, al volcar sus votos a favor de Hipólito Yrigoyen en el Colegio Electoral.

## Historia
En 1912 se realizaron unas históricas elecciones para elegir gobernador de la provincia de Santa Fe, porque por primera vez se realizaban mediante el voto secreto y obligatorio. En las mismas triunfó por primera vez la Unión Cívica Radical, consagrando gobernador a Manuel Menchaca. A poco de comenzar su gobierno, el distrito santafesino de la UCR se dividió en dos sectores: uno que seguía el liderazgo de Menchaca y otro que se opuso al mismo, liderado por Rodolfo Lehmann. Las diferencias alcanzaron niveles de violencia que llevaron a que la UCR nacional decretara la intervención del distrito santafesino. Pero el sector de Lehmann, en desacuerdo con la intervención, reorganizó el distrito de manera autónoma.
En esas condiciones, en las elecciones para elegir gobernador de 1916 se presentaron dos partidos radicales: la UCRSF, conocida como UCR Disidente, sostuvo la candidatura de Lehmann, mientras que la UCR «oficialista» buscó la reelección de Menchaca. El voto popular fue favorable para la UCR oficialista (Menchaca), pero la UCR Disidente obtuvo mayor cantidad de electores, pero sin alcanzar la mayoría absoluta. Lehmann negoció el apoyo de los electores del Partido Demócrata Progresista y resultó elegido como gobernador. En la negociación quedó implícito que cuando se realizaran las elecciones presidenciales de 1916, los electores de la UCR Disidente podrían apoyar en el Colegio Electoral la candidatura de Lisandro de la Torre.
Al realizarse las elecciones presidenciales, la UCR Disidente salió primera, obteniendo 19 electores, superando a la UCR Oficialista, que obtuvo los 9 electores restantes, al salir en segundo lugar, a corta distancia del PDP. Al momento de hacer explícito cuál sería el candidato presidencial que la UCR Disidente apoyaría en el Colegio Electoral, el partido decidió votar por Hipólito Yrigoyen, pero a la vez impugnaron el segundo lugar de la UCR oficialista. Por esta razón en Santa Fe se reunieron dos Colegios Electorales:  una integrada por la UCR Disidente y el PDP, en la que los 19 electores radicales disidentes votaron por Yrigoyen y los 9 demócratas, votaron por De la Torre; separadamente, otro Colegio Electoral, integrado por la UCR Oficialista con 9 electores, decidió votar por Yrigoyen. La cuestión debía ser resuelta por el Congreso Nacional reunido en asamblea, que decidió reconocer sólo el voto de los electores de la UCR Disidente, rechazando tanto los de PD, como los de la UCR Oficialista, logrando de ese modo que Yrigoyen llegara a 152 electores sobre 300, superando el mínimo exigido.

## Resultados electorales
| Año  | Fórmula           | Fórmula        | Voto popular | Voto popular | Voto electoral | Voto electoral  | Resultado | Nota |
| Año  | Presidente        | Vicepresidente | votos        | %            | votos          | %               | Resultado | Nota |
| ---- | ----------------- | -------------- | ------------ | ------------ | -------------- | --------------- | --------- | ---- |
| 1916 | Hipólito Yrigoyen | Pelagio Luna   | 28.116       | 28.116       | 19/300         | \| \| 6.33 % \| | electo    |      |
|      | 6.33 %            |                |              |              |                |                 |           |      |